# بلكان العليا (همت أباد)
بلکان العلیا (بالفارسية: پلکان علیا) هي مستوطنة تقع في إيران في قسم همت أباد الريفي. يقدر عدد سكانها بـ 155 نسمة .